# Australian Open 2020 (turniej legend mężczyzn)
Australian Open 2020 – turniej legend mężczyzn – zawody deblowe legend mężczyzn, rozgrywane w ramach pierwszego w sezonie wielkoszlemowego turnieju tenisowego, Australian Open. Zmagania miały miejsce w dniach 25–30 stycznia na twardych kortach Melbourne Park w Melbourne.

## Drabinka

#### Klucz
- w/o – walkower
- k – krecz
- d – dyskwalifikacja
- Q – kwalifikant
- WC – dzika karta
- LL – szczęśliwy przegrany
- Alt – zawodnik zastępczy
- PR – ochrona rankingu
- SE – specjalna przepustka
- ITF – ranking ITF
- JE – ranking juniorski

### Faza grupowa
|   |                                            | McEnroe                      | Haas Philippoussis                     | Björkman Johansson           | Leconte Woodbridge           | Bahrami Santoro              | Cash Woodforde                          | Ferreira Ivanišević          | Björkman Wilander Muster                | Mecze W–L | Sety W–L | Gemy W–L | Miejsce |
| 1 | John McEnroe Patrick McEnroe               |                              |                                        |                              |                              | 3:4(3), 4:1, 4:1 30 stycznia |                                         |                              | 4:2, 4:1 26 stycznia, Muster            | 2–0       | 4–1      | 19–9     | 2.      |
| 2 | Tommy Haas Mark Philippoussis              |                              |                                        | 4:3(1), 4:3(3) 26 stycznia   | 3:4(3), 4:1, 4:1 27 stycznia |                              |                                         |                              | 4:0, 1:4, 4:3(2) 29 stycznia, Björkman  | 3–0       | 6–2      | 28–19    | 1.      |
| 3 | Jonas Björkman Thomas Johansson            |                              | 3:4(1), 3:4(3) 26 stycznia             |                              |                              |                              |                                         | 1:4, 4:2, 4:3(2) 28 stycznia |                                         | 1–1       | 2–3      | 15–17    | 6.      |
| 4 | Henri Leconte Todd Woodbridge              |                              | 4:3(3), 1:4, 1:4 27 stycznia           |                              |                              |                              |                                         | 3:4(1), 4:1, 4:2 29 stycznia |                                         | 1–1       | 3–3      | 17–18    | 4.      |
| 5 | Mansur Bahrami Fabrice Santoro             | 4:3(3), 1:4, 1:4 30 stycznia |                                        |                              |                              |                              | 4:3(2), 4:2 28 stycznia                 | 4:2, 3:4(2), 4:2 25 stycznia |                                         | 2–1       | 5–3      | 25–24    | 3.      |
| 6 | Pat Cash Mark Woodforde                    |                              |                                        |                              |                              | 3:4(2), 2:4 28 stycznia      |                                         |                              | 4:1, 3:4(4), 4:3(1) 27 stycznia, Muster | 1–1       | 2–3      | 16–16    | 5.      |
| 7 | Wayne Ferreira Goran Ivanišević            |                              |                                        | 4:1, 2:4, 3:4(2) 28 stycznia | 4:3(1), 1:4, 2:4 29 stycznia | 2:4, 4:3(2), 2:4 25 stycznia |                                         |                              |                                         | 0–3       | 3–6      | 24–31    | 7.      |
| 8 | Jonas Björkman Mats Wilander Thomas Muster | 2:4, 1:4 26 stycznia, Muster | 0:4, 4:1, 3:4(2) 29 stycznia, Björkman |                              |                              |                              | 1:4, 4:3(4), 3:4(1) 27 stycznia, Muster |                              |                                         | 0–3       | 2–6      | 18–28    | 8.      |